# Либан на Светском првенству у атлетици у дворани 2016.
Либан је тринаести пут учествовао на 16. Светском првенству у атлетици у дворани 2016. одржаном у Портланду од 17. до 20. марта . Репрезентацију Либана представљала је једна атлетичарка, која се такмичила у трци на 60 метара.,
На овом првенству такмичарка Либана није освојила ниједну медаљу нити је остварила неки резултат.

## Учесници
Жене:
- Азиза Сбаити — 60 м

## Резултати

### Жене
| Атлетичарка  | Дисциплина | Лични рекорд | Квалификација | Квалификација | Полуфинале            | Полуфинале            | Финале                | Финале       | Детаљи |
| Атлетичарка  | Дисциплина | Лични рекорд | Резултат      | Место         | Резултат              | Место                 | Резултат              | Место        | Детаљи |
| ------------ | ---------- | ------------ | ------------- | ------------- | --------------------- | --------------------- | --------------------- | ------------ | ------ |
| Азиза Сбаити | 60 м       | 7,67         | 7,78          | 8. у гр. 5    | Није се квалификовала | Није се квалификовала | Није се квалификовала | 38 / 44 (45) |        |